# Ujfalvy Károly Jenő
Mezőkövesdi Ujfalvy Károly Jenő (Bécs, 1842. május 18. – Firenze, 1904. január 31.) Közép-Ázsia és Nyugat-Himalája néprajzi kutatója, nyelvész, a Magyar Tudományos Akadémia külső tagja.

## Életútja
Az Ujfalvy család erdélyi származású, ősi fészke a marosszéki Csejd volt. Innen telepedett át Mezőkövesdre a család egyik tagja a török hódoltság után, ebből az ágból származik, ezért kapta előnevét. A bonni egyetemen bölcseleti tudományokat tanult. Az egyetemi doktorátus megszerzése után Párizsba ment, és úgy határozott, hogy végleg Franciaországban telepszik le. Ebben jelentős szerepet játszott, hogy beleszeretett egy francia lányba, Claire-Virgine-Marie Bourdonba, akit 1868-ban Párizsban feleségül vett. Hitvese követte utazásain, és szellemes útleírásaival tűnt fel a francia irodalomban.

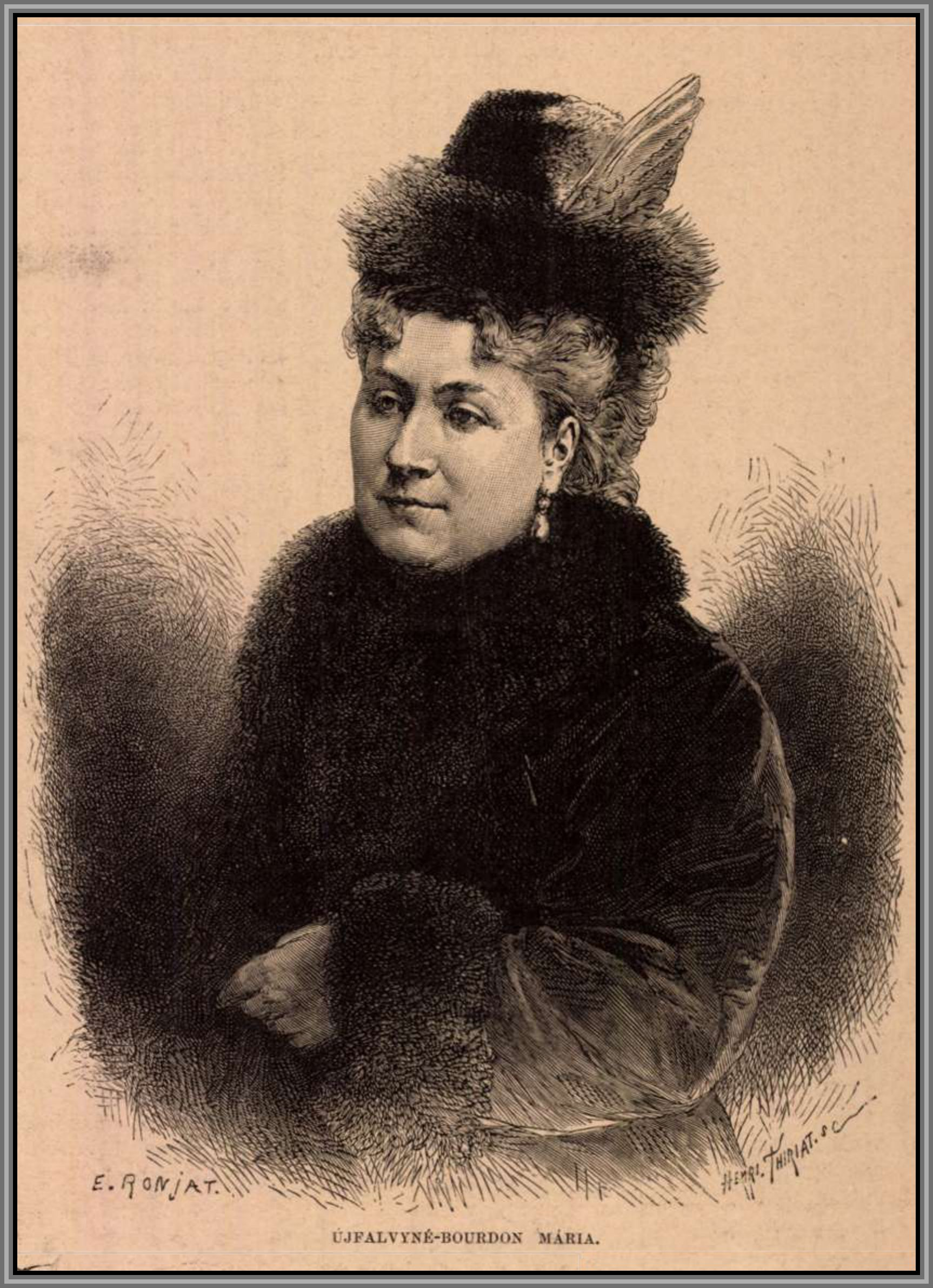
Marie de Ujfalvy-Bourdon

Megszerezte a kiegészítő tanári oklevelet és Versailles-ban kapott pedagógusi állást. Egy év múltán elnyerte a francia állampolgárságot, de magyar származását mindig büszkén emlegette. Állandó levelezésben állt családjának magyarországi tagjaival, valamint neves magyar személyiségekkel (Deák Ferenc, Ujfalvy János, Haynald Lajos). Jegyzeteit és könyveit franciául írta, csak két művét fogalmazta németül. A magyarsághoz való ragaszkodását bizonyítja, hogy irodalmi munkáival Magyarországot akarta megismertetni a külföldiekkel: megírta franciául hazánk földrajzát és történelmét. Lefordította franciára Petőfi Sándor néhány költeményét 1871-ben, majd kiadta több más magyar költő válogatott verseit 1873-ban. Bekapcsolódott az idehaza folyó nyelvészeti vitába és határozottan kiállt a finnugor rokonság mellett. 1874-ben a Francia Földrajzi Társaság felvette tagjai sorába, és Hunfalvy János javaslatára levelező tagja lett az 1872-ben alakult Magyar Földrajzi Társaságnak is. 1876-ban az MTA – a magyar kultúra érdekében kifejtett munkássága elismeréseképpen – külső tagjának választotta.
Első kutatóútjának célja Közép-Ázsia földrajzi viszonyainak tanulmányozása volt. A 17 hónapos expedíció alatt – a sok nehézség ellenére – értékes földrajzi, néprajzi és embertani anyagot gyűjtöttek. A tudományos megfigyeléseket hatkötetes műben foglalta össze, amíg felesége népszerű útleírást készített. Csupán ez utóbbi jelent meg magyar fordításban, férjének egyetlen művét sem adták ki Magyarországon.
Második, turkesztáni útjára 1880. július 29-én indult. Fő feladatul kapták Turkesztán népeinek sokoldalú, mindenekelőtt nyelvészeti tanulmányozását. A résztvevők között azonban nézeteltérések támadtak, és az expedíció Taskentben felbomlott.
A harmadik expedíció úticélja az angol fennhatóság alatt álló, Nyugat-Himalája volt. Itt találkoztak Leitner Gottlieb Vilmos pesti születésű orientalista professzorral, akinek segítségével sok embertani mérési adatot vettek fel. Ezután folytatták útjukat az Indus völgyén felfelé és 1881 augusztusában eljutottak Baltisztán központjába, Iszkardóba (Szkarduba). Innen felmentek Ladakba, majd a Drász folyó mentén, Kőrösi Csoma Sándor nyomdokait követve indultak vissza Kasmírba. Erről az utazásról két könyv jelent meg: az egyiket német nyelven írta és 1884-ben Lipcsében adták ki, amíg a felesége francia nyelvű útleírása 1887-ben jelent meg Párizsban. A Közép-Ázsiában és Nyugat-Himalájában végzett embertani és néprajzi kutatásaival kimagasló érdemeket szerzett. Nyelvészeti tanulmányai, továbbá Ázsia népeinek történelmével foglalkozó művei is maradandó értékűek.
Első sikeres expedíciója után 1878. február 9-én a Francia Becsületrend lovagjává avatták. Az 1902-ben Párizsban megjelent A földrajz aranykönyve című munka Ujfalvy Károlyt a világ leghíresebb földrajzi utazói közt említi.

## Munkái
- Alfred de Musset. Eine Studie. Leipzig, 1870
- La langue Magyare, son origine, ses rapports avec les langues Finnoises ou Tschoudes, ses particularités ... Paris, 1871
- La Hongrie, son histoire, sa langue et sa littérature. Uo. 1872 Online
- Les migrations des peuples et particulierement celle des Touraniens. Uo. 1873 Online
- Recherches sur le tableau ethnographique de la Bible et sur les migrations des peuples ... Uo. 1873 Online
- Melanges Altaiques. Uo. 1874 Online
- Aperçu general sur les migrations des peuples. Uo. 1874
- Étude comparée des langues Ougro-Finnoises. Uo. 1875
- Essai de Grammaire Vepse ou Tshoude du Nord d'apres les donnés de MM. Ahlquist et Lönnrot. Uo. 1875
- Le Kalevala. Epopée Finnoise I. Livraison. Uo. 1876
- Elements de Grammaire Magyare. Uo. 1876
- Grammaire Finnoise d'apres les principes d'Eurin et de J. Budenz. Uo. 1876 (Herzberg Rafaellel)
- Principes de Phonétique dans la langue Finnoise. Uo. 1876
- Le Kohistan, le Jergaanah et Kouldja. Uo. 1878
- Expedition scientifique Française en Russie, en Siberie et dans le Turkestan. Uo. 1878-80, hat kötet, rajzokkal és térképekkel
- Aus dem westlichen Himalaja. Erlebnisse und Forschungen. Mit 181 Abbildungen und 5 Karten. Leipzig, 1884 Online (franciául: Paris, 1887)
- Petit Dictionnarie des marques et monogrammes des biscuits de porcellaine, suivi d'une Étude sur les Marques de Sevres. Paris, 1895, szövegábrákkal
- Les Avriens au Nord et au Sud de l'Hindou-Kouch. Uo. 1896, térképpel
- Memoires sur les Huns blancs (Ephthalites de l'Asie central, Hunas de l'Inde), et sur la deformation de leur cranes. Uo. 1898
- Le Type physique d'Alexandre le Grand ... Uo. 1902. 22 fénynyom. táblával és 86 szövegábrával
- Fordított franciára Petőfi Sándor költeményeiből és más magyar költőktől
- Szerkesztette a Revue de Philologie et d'Ethnographie című folyóiratot 1874 októberétől 1878-ig (Párizs, három kötet)